# Dorimène Desjardins
Pour les articles homonymes, voir Desjardins.
Dorimène Desjardins, née Marie-Clara Dorimène Roy (Sorel, Québec, 17 septembre 1858 - 14 juin 1932), est, avec son mari, Alphonse Desjardins, la cofondatrice des caisses Desjardins,.

## Biographie

### Enfance et formation
Marie-Clara Dorimène Roy-Desjardins est née le 17 septembre 1858 à Sorel, au Québec. Elle est baptisée le lendemain à l'église Saint-Pierre, dans la même ville. Elle est la fille de Joseph Roy-Desjardins, capitaine de bateau à vapeur et de Rosalie Mailhot. Dorimène Roy-Desjardins est issue d'un milieu populaire. Elle est le cinquième enfant d’une famille de onze, dont cinq décèdent de maladies infantiles. En raison de la précarité de la famille, elle est confiée très tôt à la sœur de sa mère, Louise-Clarisse Mailhot et son époux, Jean-Baptiste Thériault, qui vivent à Lévis.
Ces derniers considèrent la petite Dorimène comme leur propre fille et lui permettent d'avoir accès à l'éducation ainsi qu'à une « aisance matérielle ». Dès 7 ans (1865), elle étudie donc au réputé couvent Notre-Dame-de-Toutes-Grâces (aujourd'hui l’école Marcelle-Mallet), dirigé par les Sœurs de la Charité. Le programme du couvent est constitué d'exercices de piété (prières, méditation, lectures spirituelles, etc.), d'une instruction modeste et de quelques activités para-académiques (musique, chant, travaux d'aiguille, etc.). Bien que cette éducation soit imprégnée des mœurs de l'époque, formant les jeunes filles aux rôles traditionnellement féminins, elle permet également à Dorimène Desjardins d'apprendre à lire, écrire, compter, gérer l'économie domestique et tenir les comptes: des compétences qui s’avéreront utile tout au long de son parcours.
Dorimène Desjardins termine ses études au couvent Notre-Dame-de-Toutes-Grâces en 1874 ou 1875, elle est alors âgée de 16 ou 17 ans. Selon Guy Bélanger, son biographe, Dorimène Desjardins jouit alors d'une « excellente réputation » à Lévis et au couvent. Elle garde contact avec l'établissement, acceptant notamment de jouer des rôles honorifiques lors de réunions d'anciennes étudiantes. Elle participe notamment à l’événement commémorant les noces de diamant de vie religieuse des révérendes mères Saint-Pierre et Bonsecours, où elle lit une adresse au nom de 200 anciennes élèves.

### Rencontre d'Alphonse Desjardins
Tout juste sortie du couvent, Dorimène Roy-Desjardins rencontre Alphonse Desjardins à Lévis. Ce dernier est alors journaliste au Canadien, un quotidien conservateur de la ville de Québec. Dorimène et Alphonse ont grandi dans la même paroisse, fréquentant la même église. Bien qu'ils aient le même nom de famille, ils ne possèdent pas un lien de parenté très étroit: leurs arrière-grands-pères étaient cousins germains. Ils se marient le 2 septembre 1879 à Sorel, car les parents de Dorimène Desjardins y habitent. Ils s'unissent à l'église Saint-Pierre de Sorel, devant l'abbé François-Xavier Lachance. Dans leur contrat de mariage, ils choisissent le régime de séparation des biens: Alphonse Desjardins doue à sa femme ses « meubles de ménage » et 4000$ dans le cas où elle lui survivrait. Au même moment, afin d'assurer les revenus familiaux, ce dernier quitte son emploi de journaliste et devient éditeur des Débats de la Législature de la Province de Québec.

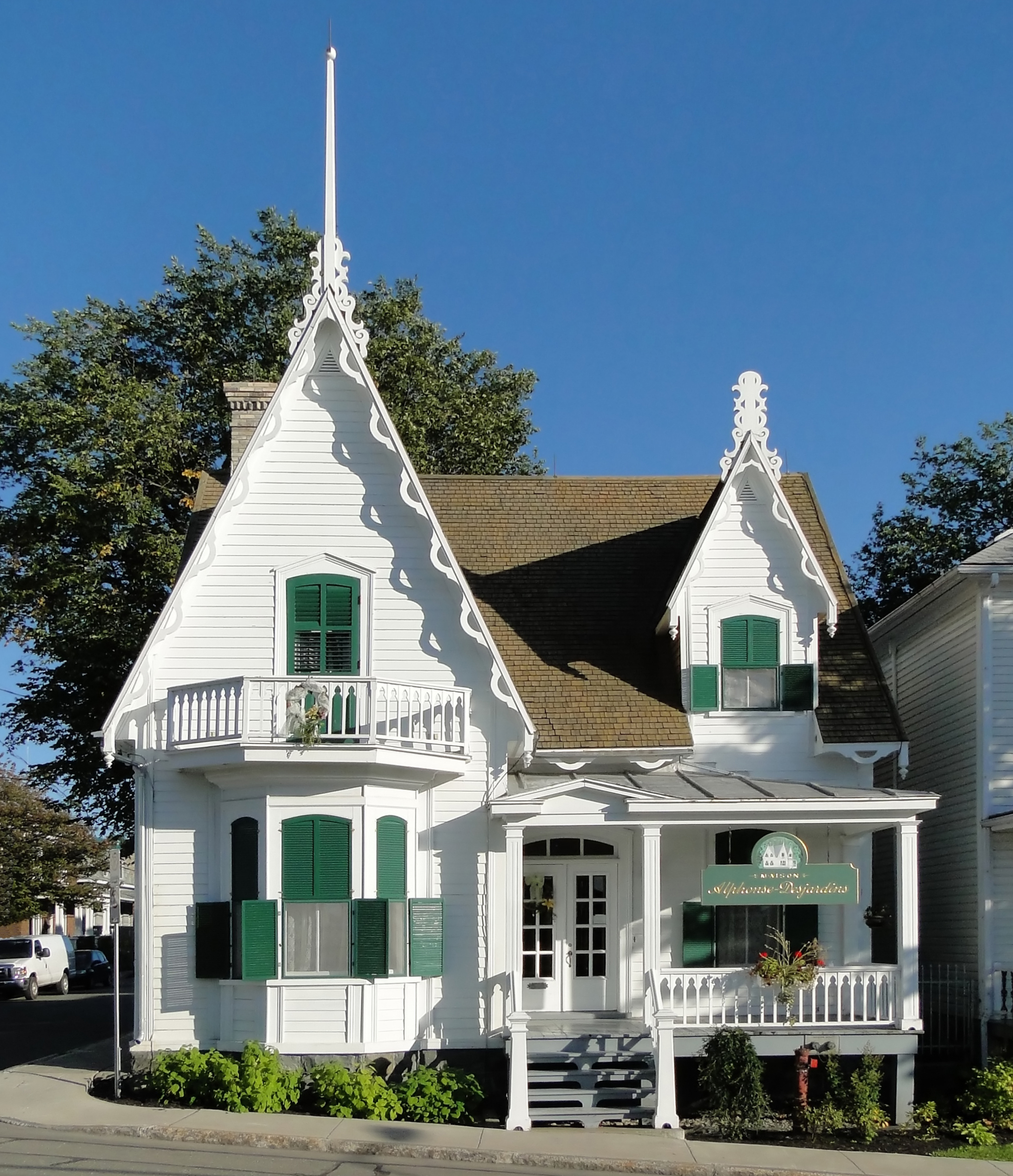
La maison des Desjardins, à Lévis.

Dorimène et Alphonse Desjardins vivent ensuite à Lévis mais retournent occasionnellement à Sorel afin de visiter la famille de la jeune mariée (notamment lorsque son père décède en 1882). De leur union sont nés 4 filles et 6 garçons, entre 1880 et 1902 (dont 3 meurent en bas âge): Raoul (1880-1951), Anne-Marie (1881-1929), Edgar (1882-1944), Alice (1884-1892), Alphonse (1886-1892), Adrienne (1888-1965), Albertine (1891-1968), Paul-Henri (1893-1958), Léon (1897-1904) et Charles (1902-1973).
C'est Dorimène Desjardins qui gère l'économie de cette famille nombreuse, au point où son mari Alphonse la surnomme sa «ministre des Finances». Dès 1885, son mari la charge d'ailleurs de gérer son salaire hebdomadaire de 15$, de manière qu'il puisse appuyer financièrement sa mère dans le besoin. Malgré sa bonne gestion du portefeuille familial, Dorimène Desjardins ne peut empêcher des difficultés financières dès 1887. Lors de son arrivée au pouvoir la même année, le gouvernement provincial d'Honoré Mercier souhaite enlever à Alphonse Desjardins le rôle d'éditeur des Débats. Desjardins doit alors hypothéquer sa maison afin de s'assurer de pouvoir fournir le douaire de 4000$ auquel il a consenti lors de son mariage. En décembre 1889, le gouvernement Mercier cesse de subventionner les Débats et la famille Desjardins entre dans quelques années d'incertitude financière. Alors qu'Alphonse est embauché en avril 1892 comme sténographe à la Chambre des communes et doit passer 6 mois par année à Ottawa, Dorimène assume seule le bon fonctionnement du foyer (comptant alors 7 enfants).
Le choléra arrache au couple deux de ses enfants, Alice et Alphonse, à quelques mois d'intervalle, en mai puis en en août 1892. Bien qu'éprouvée par le drame, Dorimène Desjardins donne naissance à trois autres garçons durant les années qui suivent: Paul-Henri (1893), Léon (1897) puis Charles (1902).

### Fondation de la première caisse d'épargne du Québec: les débuts du mouvement

Logo des caisses Desjardins.

Le 6 décembre 1900, Dorimène et Alphonse Desjardins fondent ensemble la première Caisse populaire en Amérique du Nord, à Lévis. Elle est nommée la Caisse populaire de Lévis et elle ouvre ses portes le 23 janvier 1901. Cette première caisse est à l'origine du Mouvement des caisses Desjardins, le plus grand groupe financier coopératif de langue française en Amérique du Nord. Dorimène fait alors partie des 132 signataires du « pacte social ». Sa fille, Adrienne Desjardins, estime même que sa mère aurait participé informellement à l'élaboration des statuts et des règlements du mouvement (les premières réunions se tenaient au domicile des Desjardins).
Durant les premières années d'existence de la Caisse de Lévis, Alphonse Desjardins, qui en est alors gérant, doit souvent s'absenter à Ottawa dans le cadre de son emploi de sténographe et de voyages d'affaire. Les administrateurs de la caisse étant pour la plupart bénévoles, ils ne peuvent souvent pas assurer la gestion par intérim. C'est donc sur Dorimène Desjardins que repose une partie de la responsabilité de gestion de la caisse de Lévis entre 1901 et 1903. Avec deux autres responsables, elle assume ce rôle durant 7 mois, du 11 mars au 28 octobre 1903. Ses responsabilités consistent essentiellement en la perception quotidienne des dépôts et la tenue de la comptabilité. Le dévouement de Dorimène Desjardins est alors souligné par l'administration de la Caisse, qui lui verse une indemnité de 50$ après avoir fait l'éloge de ses nombreuses qualités.
Entre le 2 mars 1904 et le 16 novembre 1906, les administrateurs lui confient un certain nombre de responsabilités, comme signer au nom du gérant tout reçu ou chèque ayant une somme qui n'excède pas cinq cents dollars. Malgré les contributions de Dorimène Desjardins et le rôle important qu'elle a pu jouer en coulisses, Guy Bélanger, l'historien du mouvement Desjardins, apporte des nuances quant au droit des femmes dans le nouveau mouvement coopératif:   
« Il faut admettre cependant que la place réservée aux femmes dans la genèse du projet des caisses reflète leur statut juridique dans la société québécoise. Homme de son temps, Alphonse Desjardins subit tout le poids et l'influence d'une société dominée par la pensée conservatrice du clergé et des élites. Les Statuts et règlements de la Caisse populaire de Lévis [...] se conforment aux dispositions du Code civil de la province. Ainsi, l'article 28 met sur le même pied les femmes mariées et les mineurs. Les femmes mariées ne sont pas sociétaires de plein droit, puisque leur admission est assujettie au consentement de leur époux. Elles doivent également obtenir l'autorisation maritale pour bénéficier du crédit. Plus encore, elles ne peuvent exercer un droit de vote, ni remplir des charges administratives dans la caisse. L'article 15 étend d'ailleurs cette incapacité à toutes les femmes sociétaires, quelle que soit leur condition civile. »    
Malgré ces inégalités, Dorimène Desjardins est tout de même une figure marquante des premières années d'existence du Mouvement Desjardins. Elle exerce une influence notable lorsqu'en 1905, le nouveau mouvement coopératif échappe de peu à l'effondrement. À l'époque, l'entreprise est victime de rumeurs de grande ampleur, sous-entendant que la famille Desjardins serait au bord de la faillite car le mouvement coopératif évolue au sein d'un vide législatif (il ne bénéficie d'aucune protection juridique). Perturbée et grandement inquiète, Dorimène Desjardins accourt alors à Ottawa afin de faire part de ses craintes à son mari. Ce dernier songe à mettre les clés sous la porte, incapable de faire adopter une législation qui protégerait juridiquement le Mouvement et ébranlé par les doutes de sa femme. Toutefois, il ne la blâme pas, estimant que ces craintes tiennent leur source dans son « amour maternel ». Il faudra finalement l'intervention et les encouragements de monseigneur Louis-Nazaire Bégin, alors évêque de Québec, pour convaincre le couple de poursuivre leur œuvre. Le 5 mars 1906, l'Assemblée nationale adopte finalement la Loi concernant les syndicats coopératifs, qui met à l'abri les Caisses populaires en les reconnaissant juridiquement.

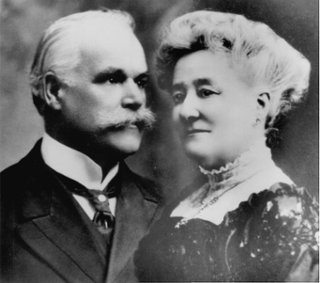
Alphonse et Dorimène Desjardins, circa 1916.

### Une«grande autorité morale»à la mort de son mari
Entre 1906 et 1917, l'implication de Dorimène Desjardins au sein des Caisses populaires est moins bien documentée. Durant cette période, elle aurait surtout participé aux tâches de comptabilité et veillé à la santé de son mari, qui se fragilise peu à peu à la suite d'un diagnostic d'urémie en 1914. Alphonse Desjardins meurt des suites de sa maladie le 31 octobre 1920, à l'aube de ses 66 ans. Dorimène est l'unique légataire des écrits de son défunt mari, qu'elle s'assure de rendre accessibles en les vendant à la Bibliothèque de l'Assemblée nationale en 1923.
Alphonse Desjardins ayant été la figure centrale du Mouvement des caisses populaires, des divergences ne tardent pas à apparaître après sa mort. Entre 1920 et 1925, quatre unions régionales des caisses populaires sont mises en place. En 1921, Dorimène Desjardins devient alors vice-patron du Conseil de l'Union régionale des caisses populaires Desjardins du district de Québec, un rôle honorifique.
Elle ne se contente toutefois pas de jouer un rôle passif mais acquiert une « grande autorité morale » jusqu'à la fin de sa vie et plaide pour la mise en place d'une caisse centrale chargée d'assurer la coordination entre les caisses locales et de gérer les surplus de liquidité. Elle s'oppose également à l'ingérence gouvernementale, notamment en matière de subventions, afin de maintenir l'indépendance du Mouvement Desjardins.

### Mort
Dorimène Desjardins décède le 14 juin 1932 à l’âge de 73 ans. D'importantes obsèques sont alors organisées par les caisses populaires à Lévis.

## Hommages
- Son décès marque, selon l'Action Catholique, « un deuil pour le Canada français, car elle aura été assurément l'une des femmes les plus au courant de la question économique considérée du point de vue social" et le quotidien ajoute :  "Sans elle, reconnaissons-le, les caisses populaires Desjardins n'existeraient probablement pas »[29].
- La maison Alphonse-Desjardins, bâtie entre 1882 et 1884 dans le Vieux-Lévis, est classée comme immeuble patrimonial depuis 1983 par le ministère des Affaires culturelles.
- Dorimène et Alphonse Desjardins ont été sélectionnés comme Grands Québécois du siècle  par la chambre du commerce en 2000[30].

- Un parc porte son nom à Sorel-Tracy[31].

- Une rue porte son nom à Lévis.

- 80 ans après son décès, l'Alliance coopérative internationale (ACI) a souligné la contribution de Dorimène Desjardins à l'essor des caisses populaires[32].

- Le ministre des Anciens Combattants a désigné Dorimène Desjardins personnage d'importance historique nationale.

- Deux monuments présents à Lévis et à Québec. Celui de Lévis, Au seuil d'un siècle est présent depuis 2000 devant le siège social de Desjardins. La réplique de l'oeuvre est présente à Québec, Monument Alphonse-et-Dorimène Desjardins aussi depuis 2000 devant le Centre des congrès de Québec. Il s'agit d'une oeuvre de Pascale Archambault.